# Les Chroniques de la Terre d'Ombre
Les Chroniques de la Terre d’Ombre (Chronicles of the Shadow War) est une trilogie littéraire d'heroic fantasy publiée de 1995 à 2000 et faisant suite au film Willow (1988) de Ron Howard. Elle est écrite par George Lucas, producteur et scénariste du film Willow, et Chris Claremont, auteur de bandes dessinées connu pour ses comics X-Men. Les illustrations de couvertures sont l’œuvre de l'artiste argentin Ciruelo Cabral.

## Synopsis
Les romans se déroulent quinze ans après le film d'origine et sont centrés sur le personnage adolescent d'Elora Danan. Sorsha et Madmartigan ont été tués par un mystérieux cataclysme qui a eu lieu un an après la bataille de Nockmaar vue à la fin du film. Willow Ufgood, lui, a un nouveau nom donné par Sorsha : « Thorn Drumheller ».

## Écriture
George Lucas est séduit par l’idée de Chris Claremont d’offrir une suite à Willow sous forme de romans. Ils décident alors d’en faire une trilogie plus sombre que le film — qui s’adressait à un public familial — où Lucas pourrait développer un thème qui lui est cher : le héros en prise avec ses doutes et sa part sombre (thème notamment abordé dans ses Star Wars). Une trilogie de romans a été publiée entre 1995 et 2000 sous le nom des Chronicles of the Shadow War. 
Quinze ans plus tard, les éditions Soleil annoncent la parution française de la trilogie sous le titre Les Chroniques de la Terre d’Ombre, avec le premier volet, Willow, lune d'ombre, paru en septembre 2011, le deuxième volet, Willow, crépuscule d'ombre, en juin 2012, et le troisième volet, Willow, étoile d'ombre, en septembre 2013.